# Södermanlands runinskrifter 165
Runinskrift Sö 165 är ristad på en runsten i Grinda, Spelvik socken och Nyköpings kommun. Den står jämte sin brodersten Sö 166 i öppen ängsmark öster om väg 223 och cirka 300 meter norr om avtagsvägen till Landshammars gård.

## Stenen
Stenen, som således står intill Sö 166, har till skillnad mot denna, en sparsamt utformad ornamentik som blott består av ett bågformat runband utan dekorationer. På mittytan innanför är ytterligare två lodräta runband fyllda med text. Det kristna korset saknas, men inskriften innehåller istället en bön med en vädjan direkt till Kristus. Märkligt är att här i Grinda bodde två vikingar som trots att de var kristna for på plundringståg åt olika håll för att skifta guld. Den ena drog åt väster och den andra åt öster. Medan Gudve på broderstenen Sö 166 tog sig till England och Saxland så for Hedin ner till Grekland, vilket på den tiden var hela Bysantinska riket. Möjligen anslöt han sig där till det berömda väringagardet. Den översatta inskriften följer nedan:

## Inskriften
Nusvenska: Gudrun reste stenen efter Hedin, var brorson till Sven. Var han i Grekland, guld skiftade. Kristus hjälpe alla kristnas ande.

## Källa
- Runstenar i Södermanland, red. Ingegerd Wachtmeister, Södermanlands museum, 1984, ISBN 91-85066-52-4